# مصطفى ساما
مصطفي ساما (بالإنجليزية: Mustapha Sama) هو لاعب كرة قدم سيراليوني في مركز الدفاع، ولد في 31 أكتوبر 1979 في فريتاون في سيراليون. شارك مع منتخب سيراليون لكرة القدم. أما مع النوادي، فقد لعب مع إيست إند ليونز وبرسيجا جاكارتا وشبيبة القبائل ونادي الوحدة ونادي بورتس أوثوريتي ونادي رويال شارلروا ونادي سيريانسكا ونادي شمال كارولاينا ونادي فاسالوندس ونادي هاوغسوند.

## وصلات خارجية
- مصطفي ساما على موقع الاتحاد الدولي (مؤرشف)  (الإنجليزية)
- مصطفي ساما على موقع قاعدة بيانات كرة القدم.إي يو (الإنجليزية)
- مصطفي ساما على موقع ناشيونال فوتبول تيمز (الإنجليزية)